# 乌岑费尔德
乌岑费尔德是德国巴登-符腾堡州的一个市镇。总面积7.40平方公里，总人口611人，其中男性315人，女性296人（2011年12月31日），人口密度83人/平方公里。